# رگن
شهر رگن (به آلمانی: Regen) در ایالت بایرن در کشور آلمان واقع شده‌است.